# Ritva Ahonen
Ritva Ahonen (22 de septiembre de 1928-9 de mayo de 2004) fue una artista y actriz finlandesa.

## Biografía
Su nombre completo era Ritva Liisa Ahonen, y nació en Víborg, Finlandia, ciudad que actualmente forma parte de Rusia, siendo sus padres Uuno Ahonen y Martta Häsä. Inició estudios superiores en 1947, finalizando en el año 1957 su formación en filosofía. Enseñó expresión oral en la Academia de Teatro de la Universidad de las Artes de Helsinki entre 1954 y 1957, y oratoria en la Universidad de Helsinki desde 1957 a 1993.
Ahonen participó en decenas de producciones en el Teatro Nacional de Finlandia, trabajó como directora en el Lilla Teatern, y actuó con el grupo teatral femenino Raivoisat Ruusut en las décadas de 1980 y 1990. Además, fue también actriz televisiva, participando, entre otras producciones, en las series Pesärikossa, basada en la obra de Orvokki Autio, y Venny-sarja.
Ritva Ahonen recibió un doctorado honoris causa de manos de la Universidad de Helsinki, fue premiada en 1980 con la Medalla Pro Finlandia por su trayectoria artística, y recibió en 1992 el Premio a la Cultura de la Iglesia.
La actriz falleció en Helsinki, Finlandia, en el año 2004. Había estado casada desde 1962 con el actor Risto Mäkelä (1924–1992).